# Trockenwald

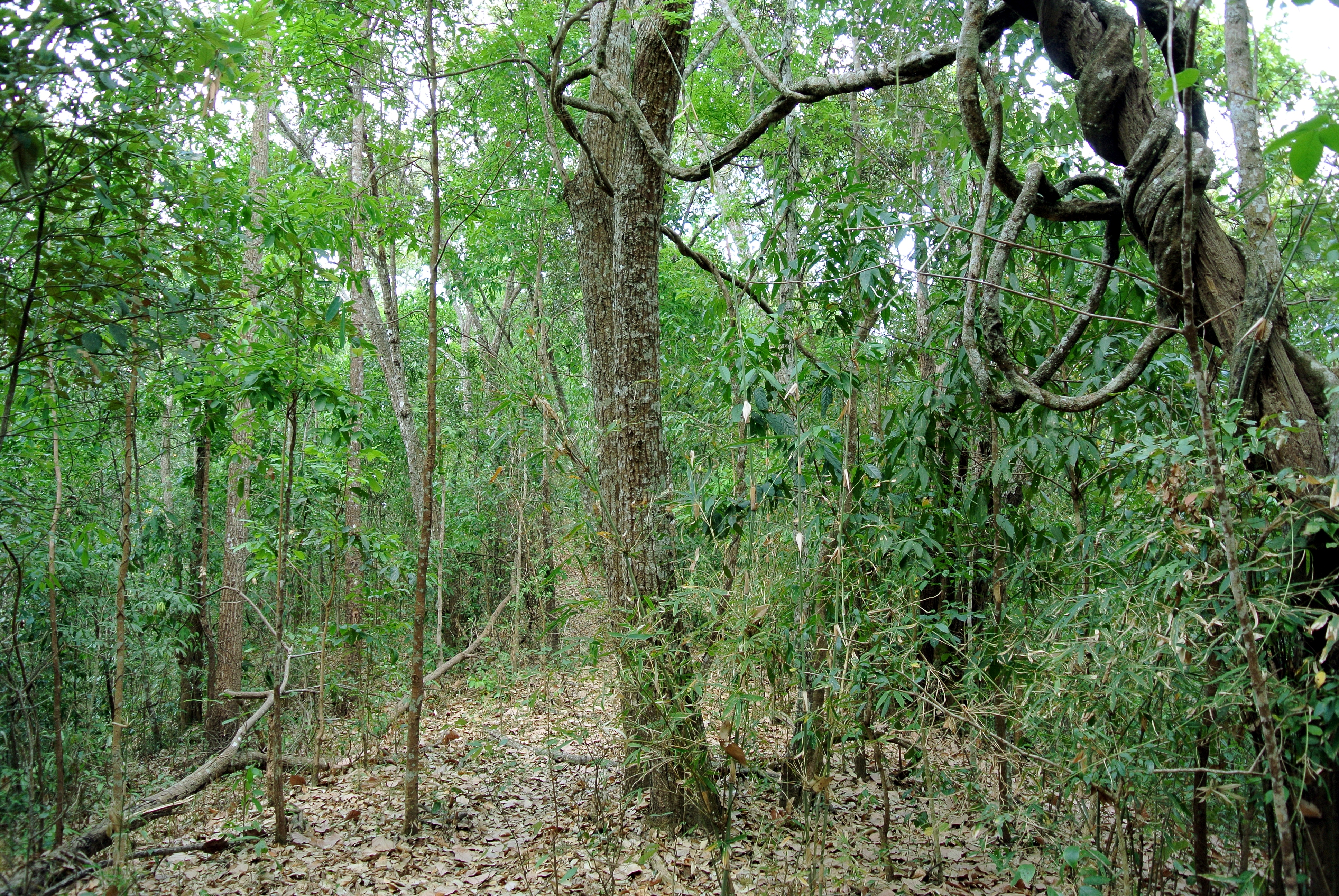
Trockene Variante des Monsunwaldes im Norden von Thailand

Trockenwald ist ein Oberbegriff, der für alle Wälder trockener Standorte oder Klimazonen stehen kann. Im engeren Sinne sind meist die tropischen bis subtropischen Saisontrockenwälder und Monsunwälder gemeint. Die Trockenwälder sind unter anderem eine der 17 weltweiten irdischen Ökozonen der FAO (Ernährungs- und Landwirtschaftsorganisation der Vereinten Nationen).

## Definition

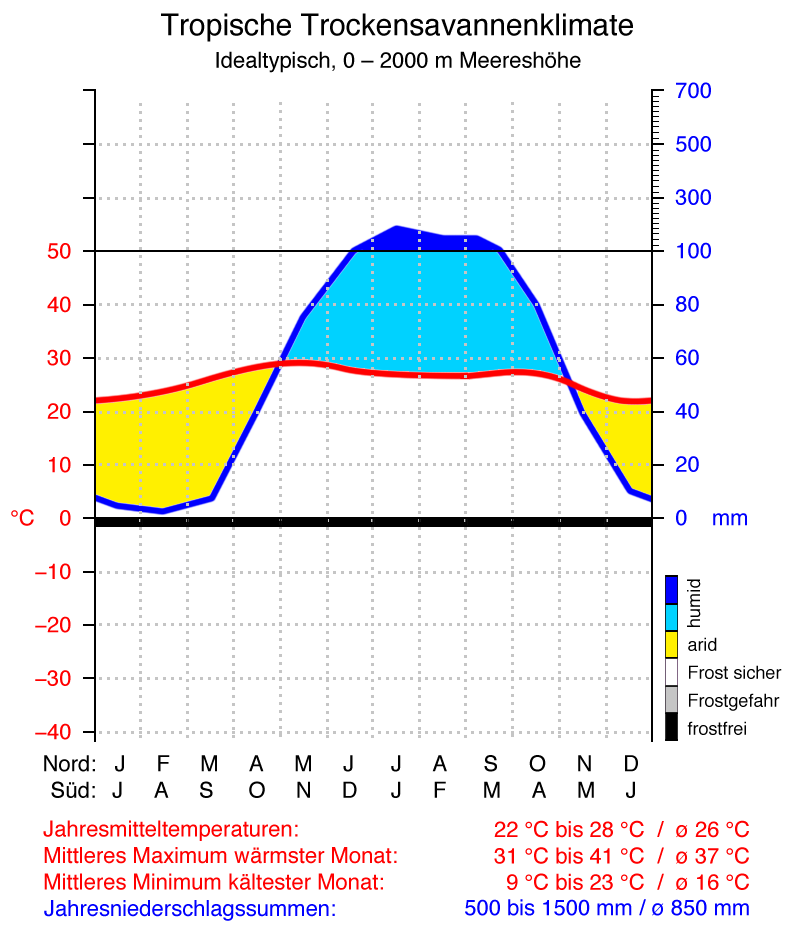
Idealtypisches Klimadiagramm für Trockenwälder und -savannen

In den Tropen und Subtropen wachsen in Regionen mit ausgeprägten Trockenzeiten mit mehr als etwa zwei Monaten Dauer (d. h. Monaten, in denen weniger als 60 Millimeter Niederschlag pro Monat gemessen werden) regengrüne Trockenwälder (siehe auch: Klimate der tropischen Trockenwälder und Trockensavannen). Die Bäume dieser Wälder sind in der Regenzeit grün und werfen in der Trockenzeit ihr Laub ab. Ihre Böden speichern genug Wasser, um den Bäumen in der Trockenzeit das Überleben zu sichern. Bei Trockenperioden kürzer als zwei Monate, in Verbindung mit mindestens 2000 Millimeter Jahresniederschlag gehen diese fließend in halbimmergrüne Regenwälder, in noch trockeneren Bereichen in tropische Savannen oder Strauchsavannen über. Bestehen sie aus dornigen Baum- und Straucharten spricht man von Dornwäldern.  Die asiatischen Trockenwälder in Regionen mit Monsunklima werden auch Monsunwälder genannt.
In tropischen Trockenwäldern überwiegen laubwerfende Baumarten. Der in den Trockenzeiten erhöhte Lichtgenuss ermöglicht einen dichten Unterwuchs aus Straucharten. Der Artenreichtum dieser Wälder ist insgesamt geringer als derjenige tropischer Regenwälder. Dennoch zählen einige Regionen mit Trockenwäldern zu den weltweiten Biodiversitäts-Hotspots.

## Verbreitung

Tropische Trockenwälder kommen gürtelförmig in den Übergangszonen zwischen tropischen und subtropischen Breiten auf der Nord- und Südhalbkugel, auf den drei Kontinenten Amerika, Afrika und Asien sowie verschiedenen Inseln vor. Ihr Verbreitungsgebiet umfasst Süd-Mexiko, Südost-Afrika, die Kleinen Sundainseln, Zentralindien, Indochina, Madagaskar, Neukaledonien, Ost-Bolivien und Zentral-Brasilien, die Karibik, die Pazifikküste von Ecuador und Peru sowie Täler in den nördlichen Anden. Die verbliebenen Bestände umfassen überschlägig 1.048.700 Quadratkilometer weltweit. Die weltweit größten Vorkommen liegen im Sertão Nordost-Brasiliens und im Gran Chaco in Südost-Bolivien, Paraguay und Nordost-Argentinien. Weitere geschlossene Vorkommen existieren auf der Halbinsel Yucatán, im Norden von Venezuela und Kolumbien sowie in einer Region im zentralen Indochina. In den übrigen Regionen bilden sie meist verstreute und fragmentierte Vorkommen, die in weiten Regionen eingestreut sind, aus. Mehr als die Hälfte des weltweiten Bestands liegt in Südamerika.

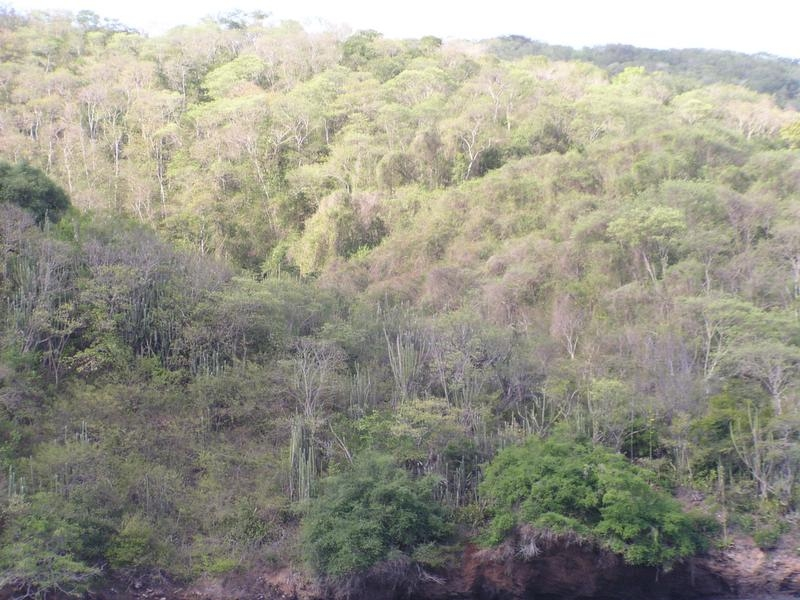
Trockenwald auf der karibischen Insel Chacachacare

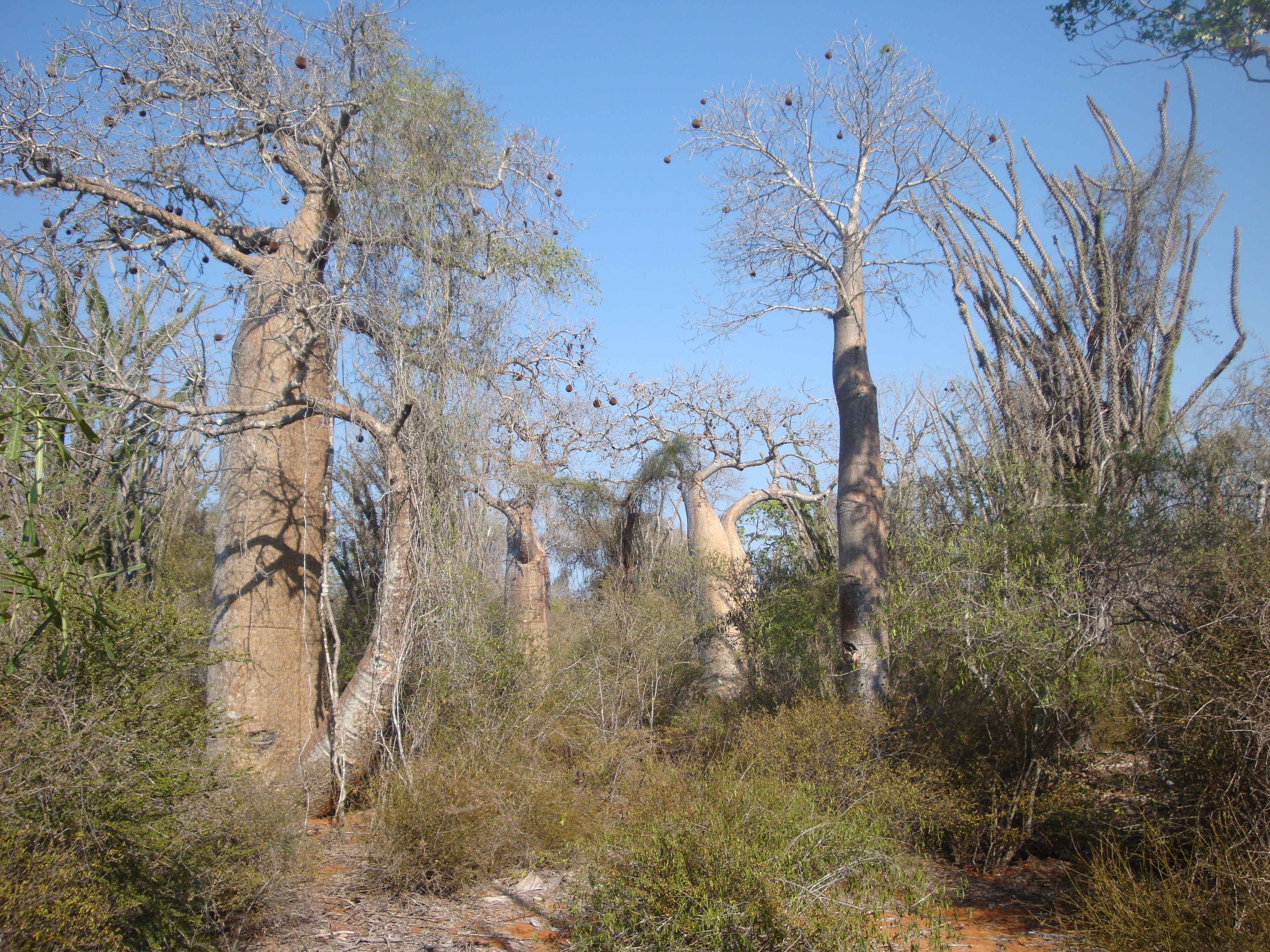
Trockenwald mit Baobab (Adansonia grandidieri) auf Madagaskar

## Bedrohung und Naturschutz
Tropische Trockenwälder gehören zu den vom Menschen am stärksten bedrohten Vegetationsformationen weltweit. Die Rückgangsrate zwischen 1980 und 2000 lag am höchsten in Südamerika, während die Bestände in Afrika und Asien relativ stabil blieben. Eine Ausnahme bildete aber die Insel Madagaskar mit fast 18 Prozent Verlust. Die verbliebenen Bestände sind überwiegend stark fragmentiert. Bedrohungsfaktoren sind die Umwandlung in Agrar- und Weideland, Feuer (bei den Waldbränden in den Tiefland-Tropenwäldern Südamerikas 2019 sind allein im bolivianischen Departamento Santa Cruz 1,4 Millionen Hektar Trockenwald verbrannt), aber zunehmend auch Verschiebungen der Niederschlagszonen durch den menschengemachten Klimawandel. Lediglich weniger als fünf Prozent der weltweiten Bestände gelten als dauerhaft gesichert.